# SN 2002V
SN 2002V – supernowa odkryta 9 stycznia 2002 roku w galaktyce A043953-0113. W momencie odkrycia miała maksymalną jasność 23,70m.